# Maat (wiskunde)

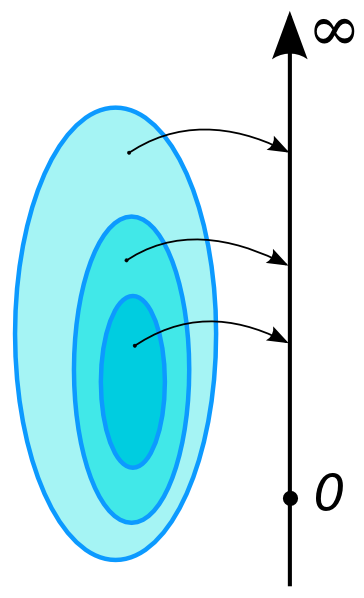
Een maat kent aan verzamelingen niet-negatieve reële getallen toe. Grotere verzamelingen worden op grotere (of minstens even grote) reële getallen afgebeeld.

In de maattheorie, een deelgebied van de wiskunde, is een maat intuïtief gesproken een afbeelding die een grootte, volume of kans toekent aan objecten. Het resultaat is steeds positief of eventueel 0. Meer formeel gezien is een maat op een verzameling een systematische manier om aan elke geschikte deelverzameling een getal toe te kennen dat kan worden gezien als de grootte van deze deelverzameling. In die zin is een maat een veralgemening van de begrippen lengte, oppervlakte en volume. Een belangrijk voorbeeld is de lebesgue-maat op een euclidische ruimte die de conventionele begrippen lengte, oppervlakte en volume van de euclidische meetkunde aan geschikte deelverzamelingen van {\displaystyle \mathbb {R} ^{n},\ n=1,2,3,\ldots ,}  toekent. De lebesgue-maat van bijvoorbeeld het interval [0,1] in de reële getallen is zijn lengte met de waarde 1.
Niet iedere functie die een niet-negatief reëel getal of de waarde oneindig toekent aan de  deelverzamelingen van een verzameling, kan fungeren als maat. Een belangrijke eigenschap van een maat is de sigma-additiviteit, die stelt dat de maat van de vereniging van een rij disjuncte deelverzamelingen gelijk is aan de som van de maten van de afzonderlijke deelverzamelingen. In het algemeen is het echter onmogelijk om op consistente wijze een maat te associëren met elke deelverzameling van een gegeven verzameling, en tegelijkertijd ook te voldoen aan de andere eisen die aan een maat gesteld worden. Dit probleem werd opgelost door een maat slechts te definiëren op een geschikte deelcollectie van alle deelverzamelingen; de deelverzamelingen waarop de maat wordt gedefinieerd, worden meetbaar genoemd. Zij dienen een sigma-algebra te vormen, wat betekent dat de verenigingen, doorsneden en complementen van rijen van meetbare deelverzamelingen ook meetbaar zijn. Niet-meetbare verzamelingen in een euclidische ruimte, waarop de lebesgue-maat niet consequent kan worden gedefinieerd, zijn per definitie zo complex dat zij bijna onbegrijpelijk zijn, er is in zekere zin een ondoorzichtige mix van de verzameling en zijn complement. Men kan stellen dat hun bestaan een niet-triviaal gevolg is van het keuzeaxioma.
Maattheorie werd in opeenvolgende fasen in de late 19e en de vroege 20e eeuw tot ontwikkeling gebracht door onder andere Émile Borel, Henri Lebesgue, Johann Radon en Maurice René Fréchet. De belangrijkste toepassingen van maten zijn in de grondslagen van de lebesgue-integraal en in Andrei Kolmogorovs axiomatisering van de kansrekening. In de integraalrekening staat het specificeren van een maat het toe om integralen te definiëren op ruimten die algemener zijn dan deelverzamelingen van de euclidische ruimte. Verder zijn integralen met betrekking tot de lebesgue-maat op de euclidische ruimten algemener en hebben zij een rijkere theorie dan hun voorganger, de riemann-integraal. De kansrekening bestudeert maten die aan de gehele ruimte de maat 1 toewijzen, en beschouwt meetbare deelverzamelingen daarvan als gebeurtenissen, waarvan de kans door de maat wordt gegeven.

## Definitie
Zij {\displaystyle (V,\Sigma )} een meetbare ruimte bestaande uit een verzameling {\displaystyle V} en de σ-algebra {\displaystyle \Sigma } op deze verzameling. Dan heet de afbeelding
{\displaystyle \mu \colon \Sigma \to \mathbb {R} \cup \{+\infty \}}
een maat op {\displaystyle \Sigma } als er voldaan wordt aan de eisen:
- De maat van de lege verzameling is nul

{\displaystyle \mu (\emptyset )=0}
- De maat is een niet-negatief getal; voor alle {\displaystyle A\in \Sigma } moet gelden:

{\displaystyle \mu (A)\geq 0}
- De maat van een aftelbare, disjuncte vereniging is de som van de reeks van de afzonderlijke maten:

{\displaystyle \mu \left(\bigcup _{i=0}^{\infty }A_{i}\right)=\sum _{i=0}^{\infty }\mu \left(A_{i}\right)}
Hierbij wordt afgesproken dat de reeks {\displaystyle +\infty } is, als minstens één term van de reeks gelijk is aan {\displaystyle +\infty } en ook als de reeks uitsluitend uit eindige (niet-negatieve) getallen bestaat en divergeert. Deze eigenschap van de maat wordt sigma-additiviteit genoemd. 
Het geordende drietal {\displaystyle (V,\Sigma ,\mu )} heet een maatruimte. Als de maat begrensd is, dus een eindige bovengrens heeft, spreken we van een begrensde (maat)ruimte en een eindige maat. Dit is gelijkwaardig met de eis dat {\displaystyle \mu (V)} een eindig getal is.
Binnen de context van de maatruimte worden de elementen van {\displaystyle \Sigma } de meetbare verzamelingen genoemd.
In het bijzondere geval dat de maat van de gehele verzameling {\displaystyle V} de waarde 1 heeft, spreekt men van een kansmaat.
Merk op dat de maat alleen gedefinieerd is op de σ-algebra {\displaystyle \Sigma } van {\displaystyle V} en niet in het algemeen op alle deelverzamelingen van {\displaystyle V}.

## Eigenschappen
Uit de sigma-additiviteit van de maat kunnen verschillende eigenschappen worden afgeleid.

### Monotoniciteit
Een maat {\displaystyle \mu } is monotoon, hetgeen wil zeggen dat de maat van een omvattende verzameling niet kleiner is dan de maat van de verzameling zelf. Precies: als {\displaystyle E_{1}} en {\displaystyle E_{2}} meetbare verzamelingen zijn, met {\displaystyle E_{1}\subseteq E_{2}}, dan geldt
{\displaystyle \mu (E_{1})\leq \mu (E_{2}).}

### Subadditiviteit
Een maat μ is aftelbaar subadditief: d.w.z. als {\displaystyle E_{1},E_{2},E_{3},\ldots ,} een aftelbare, niet noodzakelijkerwijs disjuncte rij van verzamelingen in {\displaystyle S} is, dan
{\displaystyle \mu \left(\bigcup _{i=1}^{\infty }E_{i}\right)\leq \sum _{i=1}^{\infty }\mu (E_{i}).}
Deze ongelijkheid staat ook bekend als de ongelijkheid van Boole,

### Continuiteit van beneden
Een maat {\displaystyle \mu } is continu van beneden, d.w.z. als {\displaystyle E_{1},E_{2},E_{3},\ldots ,} een stijgende rij meetbare verzamelingen is, wat inhoudt dat voor alle {\displaystyle n} de verzameling {\displaystyle E_{n}} een deelverzameling is van {\displaystyle E_{n+1},} dan is de vereniging van de verzamelingen {\displaystyle E_{1},E_{2},E_{3},\ldots ,} meetbaar en er geldt:
{\displaystyle \mu \left(\bigcup _{i=1}^{\infty }E_{i}\right)=\lim _{i\to \infty }\mu (E_{i}).}

### Continuiteit van boven
Een maat {\displaystyle \mu } is continu van boven, d.w.z.  als {\displaystyle E_{1},E_{2},E_{3},\ldots } een dalende rij meetbare verzamelingen is, wat inhoudt  dat voor alle {\displaystyle n} de verzameling {\displaystyle E_{n+1}} een deelverzameling is van {\displaystyle E_{n},} dan is de doorsnede van de verzamelingen {\displaystyle E_{1},E_{2},E_{3},\ldots } meetbaar en indien voorts ten minste een van de {\displaystyle E_{n}} een eindige maat heeft, geldt
{\displaystyle \mu \left(\bigcap _{i=1}^{\infty }E_{i}\right)=\lim _{i\to \infty }\mu (E_{i}).}
Deze laatste eigenschap is niet algemeen waar zonder de veronderstelling dat ten minste een van de {\displaystyle E_{n},} een eindige maat heeft. Laat bijvoorbeeld, voor elke {\displaystyle n\in \mathbb {N} ,}
{\displaystyle E_{n}=[n,\infty )\subseteq \mathbb {R} }
Dan vormen de {\displaystyle E_{n}} een dalende rij verzamelingen die alle een oneindige lebesgue-maat hebben, maar waarvan de doorsnede leeg is, en waarvoor de genoemde eigenschap dus niet geldt.

## Voorbeelden
- De triviale maat: de constante nul-afbeelding
- De afbeelding die de lege verzameling maat 0 toekent, en alle andere elementen van {\displaystyle S} de waarde +∞.
- Een kansmaat, een begrensde maat die de maat (kans) 1 toekent aan de hele ruimte.
- De cirkelvormige hoekmaat is invariant onder rotatie.
- Op een willekeurige verzameling {\displaystyle V} vormt de machtsverzameling de grootst mogelijke sigma-algebra (soms "discrete σ-algebra" genaamd).
- De telmaat wordt gedefinieerd door {\displaystyle \mu (S)=\#(S)} (het aantal elementen in {\displaystyle S.} De telmaat associeert met elke deelverzameling van {\displaystyle V} het aantal elementen (kardinaliteit) van die deelverzameling. Dit is een eindige maat dan en slechts dan als {\displaystyle V} een eindige verzameling is.
- De lebesgue-maat, een maat op de lebesguestam (lebesgue-σ-algebra) van de reële getallen (of ook, op de strikt kleinere borelstam) die aan elk eindig interval {\displaystyle (a,b)} zijn lengte {\displaystyle |b-a|}| toekent.
- De haar-maat voor een lokaal compacte topologische groep is een veralgemening van de lebesgue-maat (en ook van de telmaat en de cirkelvormige hoekmaat) met gelijkaardige uniciteitseigenschappen.
- De hausdorffmaat, een verfijning van de lebesgue-maat naar fractale verzamelingen.

## Niet-meetbare verzamelingen
Als het keuzeaxioma verondersteld wordt waar te zijn, zijn niet alle deelverzamelingen van de euclidische ruimte lebesgue-meetbaar; voorbeelden van dergelijke verzamelingen zijn de vitali-verzamelingen en de niet-meetbare verzamelingen die worden gepostuleerd door de hausdorff-paradox en de banach-tarskiparadox.

## Productmaat
Als twee verzamelingen zijn uitgerust met elk een σ-algebra en een bijhorende maat, dan bestaat er een canonieke constructie om ook hun cartesisch product van een σ-algebra en een maat te voorzien, met de eigenschap dat de maat van een product gelijk is aan het product van de maten (met de afspraak dat {\displaystyle 0\times \infty =0}).
De lebesguemaat op {\displaystyle \mathbb {R} ^{n}} is de productmaat van {\displaystyle n}  keer de lebesguemaat op {\displaystyle \mathbb {R} }. Ze geeft een exacte en zeer algemene definitie aan de klassieke noties oppervlakte en inhoud.

## Verband met integraalrekening
Met elke maat komt een natuurlijk begrip "integreerbare functie" overeen. Dat zijn de functies van de dragerverzameling {\displaystyle V} naar {\displaystyle \mathbb {R} } (of {\displaystyle \mathbb {C} }, of soms een algemenere topologische vectorruimte) die meetbaar zijn voor de gegeven σ-algebra {\displaystyle S,} en waarvan de absolute waarde kan geschreven worden als een stijgende limiet van zogenaamde enkelvoudige functies: zie Lebesgue-integraal.

## Generalisaties
In de literatuur over maattheorie wordt ook wel gesproken over gesigneerde maten of getekende maten. Ondanks de benaming zijn dat niet noodzakelijk maten in de zin van de definitie hierboven. Een gesigneerde maat is een afbeelding van een {\displaystyle \sigma }-algebra naar de reële getallen (dus met inbegrip van de negatieve getallen) die kan geschreven worden als het verschil van twee eindige gewone maten.
Analoog is een complexe maat een afbeelding van een sigma-algebra naar de complexe getallen die kan geschreven worden als een complexe lineaire combinatie van vier eindige maten.
De meest algemene definities van maten eisen niet langer dat de onderliggende familie deelverzamelingen van {\displaystyle V} een {\displaystyle \sigma }-algebra vormen, maar slechts een ring van verzamelingen.
Soms analyseert men ook eindig additieve maten waarbij de eis van aftelbare additiviteit ({\displaystyle \sigma }-additiviteit) verzwakt wordt tot:
- De maat van een disjuncte vereniging van twee verzamelingen is de som van de maten van de twee afzonderlijke verzamelingen:

{\displaystyle A\cap B=\varnothing \implies \mu (A\cup B)=\mu (A)+\mu (B)}